# ブルーノ・サルトール・グラウ
ブルーノ・サルトール・グラウ（Bruno Saltor Grau, 1980年10月1日 - ）は、スペイン出身の元サッカー選手。ポジションはディフェンダー（右サイドバック）。2019年、ブライトン・アンド・ホーヴ・アルビオンFCでのプレーを最後に引退した。

## 経歴
RCDエスパニョールのカンテラ出身。エスパニョール在籍中は主にBチームに所属。トップチームでピッチに立った経験は、2001年9月29日のラーヨ・バジェカーノ戦での7分間のみである。2001-02シーズンにジムナスティック・タラゴナへレンタル移籍。エスパニョール復帰後もトップチームでの出番はなく、2003年にUEリェイダへ移籍。
2006年に当時セグンダのUDアルメリアへ移籍。2006-07シーズンのプリメーラ昇格に貢献した。2009年からの3シーズンはバレンシアCFでプレーした。
2012年、フットボールリーグ・チャンピオンシップのブライトン・アンド・ホーヴ・アルビオンFCへ移籍。主将としてプレミアリーグ昇格に貢献。2018-19シーズンを最後に引退した。